# فرشاد سالاروند
فرشاد سالاروند (22 مايو 1988 بإيران - ) هو لاعب كرة قدم إيراني في مركز الهجوم. لعب مع نادي استقلال خوزستان ونادي راهيان كرمانشاه ونادي مس رفسنجان.

## وصلات خارجية
- فرشاد سالاروند على موقع قاعدة بيانات كرة القدم.إي يو (الإنجليزية)
- فرشاد سالاروند على موقع Soccerway.com (الإنجليزية)